# Mburuvicha Róga
Mburuvicha Róga (en guaraní, pronunciado [ᵐbuɾuˈβiʃa ˈɾoɣa]; «Casa del líder») es la residencia oficial del presidente de la República del Paraguay y la primera dama. Está situada sobre la emblemática avenida Mariscal López de la ciudad de Asunción y es considerado un monumento histórico nacional. En este lugar funciona además el despacho de la primera dama de la Nación.
El Palacio de Mburuvicha Róga, actual se ubica al costado de la Embajada de los Estados Unidos en Asunción y tiene tres accesos principales (una sobre la avenida Mariscal López, otra sobre la calle Akã Karaja y otra sobre la avenida Kubitschek) además de un aeropuerto interno con helipuerto para el traslado del presidente.
Fue construida por inmigrantes españoles, los hermanos Cristóbal y José Peris por encargo de Emilio Aceval (expresidente de la República entre 1898 y 1902), para su casa de descanso. Posteriormente, Aceval vendió la mansión a Elías C. García, jefe de la Policía de la Capital, luego de la revolución de 1904.
Más tarde, esta residencia fue adquirida por Antonio C. Pozzi, para luego alquilarla a la Embajada de Brasil por un tiempo.
La mansión presidencial actual fue adquirida el 27 de noviembre de 1942 por decreto firmado por el general Higinio Morínigo. La compró el Ministerio de Obras Públicas y Comunicaciones (MOPC) en 6 900 000 pesos de curso legal, de Antonio C. Pozzi. El 29 de noviembre de 1942, el Gobierno la mandó reparar y equipar por Decreto 15 320, importe de 3 millones de pesos curso legal.
En el año 2003, el entonces presidente del Paraguay, Nicanor Duarte Frutos, quiso cambiar el nombre por Tendota Róga, sin éxito.

## El Primer Mburuvicha Róga
El Primer Mburuvicha Roga fue adquirido 1860 por Carlos Antonio López, ubicado en la calle El Paraguayo Independiente e Independencia Nacional, y es actualmente propiedad del Ateneo Paraguayo, institución que alquila dicho predio a la Policía Nacional para cuartel de la Policía Urbana Especializada de Asunción.
La casa era de 15 columnas fue descripta en reiteradas ocasiones por visitantes extranjeros, y aparece nombrada en varias obras de literatura paraguaya, la última, en la novela El fotógrafo de Loma Tarumá de Alejandro Hernández.
Fue demolida a principios del siglo XX y de ella solo quedan las descripciones, grabados y fotografías de la época.